# Neboträsket
Neboträsket är en sjö i Skellefteå kommun i Västerbotten och ingår i Bureälvens huvudavrinningsområde. Sjön har en area på 1,94 kvadratkilometer och ligger 80 meter över havet. Sjön avvattnas av vattendraget Bureälven.

## Delavrinningsområde
Neboträsket ingår i det delavrinningsområde (717146-172807) som SMHI kallar för Utloppet av Neboträsket. Medelhöjden är 115 meter över havet och ytan är 18,86 kvadratkilometer. Räknas de 30 avrinningsområdena uppströms in blir den ackumulerade arean 284,45 kvadratkilometer. Avrinningsområdets utflöde Bureälven mynnar i havet. Avrinningsområdet består mestadels av skog (52 procent), öppen mark (12 procent) och jordbruk (21 procent). Avrinningsområdet har 1,93 kvadratkilometer vattenytor vilket ger det en sjöprocent på 10,2 procent.